# I Ain’t Mad at Cha
I Ain’t Mad at Cha – singel amerykańskiego rapera 2Paca promujący album pt. All Eyez on Me z roku 1996. Gościnnie wystąpił piosenkarz Danny Boy.

## Tło
Utwór został wyprodukowany przez Daza Dillingera – członka duetu Tha Dogg Pound. Zawiera sample pochodzące z piosenki pt. „A Dream”, zespołu DeBarge. Kompozycja była nagrana w tym samym dniu, kiedy Tupac opuścił zakład karny. Singel został wydany dwa dni po śmierci samego autora. „I Ain’t Mad at Cha” przez wielu ludzi na całym świecie, uważana jest za jedną z najlepszych piosenek na albumie All Eyez on Me i jedną z największych w samej karierze Shakura.
Piosenka pojawiła się również na pośmiertnym albumie pt. 2Pac’s Greatest Hits, rok 1998.

## Lista utworów

### Singel CD
DRWCD5/854 843-2
1. „I Ain’t Mad at Cha” – Edit
2. „I Ain’t Mad at Cha” – LP Version
3. „Skandalouz”
4. „Heartz of Men”
5. „Hail Mary"

### 12” maxi singel
12 DRW5/854 843-1
1. „I Ain’t Mad at Cha” – Edit
2. „I Ain’t Mad at Cha” – LP Version
3. „Skandalouz”
4. „Heartz of Men"

### Kaseta
DRWMC5/854 842-4
1. „I Ain’t Mad at Cha” (Edit)
2. „Skandalouz"

## Notowania
| Notowania (1996-1997)                           | Najwyższa pozycja |
| ----------------------------------------------- | ----------------- |
| Australian Charts                               | 47                |
| Deutsch Charts                                  | 86                |
| Dutch Charts                                    | 15                |
| New Zealand Charts                              | 2                 |
| Swedish Charts                                  | 35                |
| UK Singles Chart                                | 13                |
| U.S. Billboard Hot 100                          | 58                |
| U.S. Billboard Hot R&B/Hip-Hop Singles & Tracks | 18                |

## Certyfikaty i sprzedaż
| Kraj                  | Certyfikat    | Sprzedaż |
| --------------------- | ------------- | -------- |
| Nowa Zelandia (RMNZ)  | złota płyta   | 5 000+   |
| Wielka Brytania (BPI) | srebrna płyta | 200 000+ |